# Ettersberg
Ettersburg es una colina de piedra caliza de concha ubicada en una cadena montañosa en la cuenca de Turingia, se trata de un cerro testigo u otero independiente, lo que en geología alemana se conoce como inselberg. En ella se encuentra el Gran Ettersberg con 481,6 metros de Altura,el punto más alto tanto de la ciudad de Weimar como de la cuenca de Turingia.
La cuenca de Turingia (en alemán: Thüringer Becken) es una depresión en la que parte central y noroeste de Turingia en Alemania que está atravesada por varios ríos, el más largo de los cuales es el Unstrut.  Se extiende alrededor de 60 kilómetros (37 millas) de norte a sur y alrededor de 120 kilómetros (75 millas) de este a oeste.  Su altura varía de unos 150 a 250 m sobre el nivel del mar (NN).
La cuenca está rodeada por un amplio cinturón exterior de crestas de piedra caliza (Muschelkalk) (que incluyen Hainich, Dün, Hainleite, Hohe Schrecke, Schmücke, Finne), y al suroeste por el bosque de Turingia y al sureste por terrazas muy divididas (el Ilm  -Las mesetas de Saale y Ohrdruf Muschelkalk, y la meseta de arenisca de Saale-Elster Bunter).  
La cuenca de Turingia pertenece al período triásico, durante el cual se colocaron lechos horizontales de arenisca de Bunter, Muschelkalk y Keuper.  Debajo de ellos se encuentran las capas de sal y yeso de piedra caliza magnesiana (Zechstein).  En la Era cenozoica, las crestas circundantes se elevaron, mientras que la cuenca de Turingia se hundió para formar una depresión en forma de platillo.
La elevación de la cuenca de Turingia desciende del sur y del oeste al este.  Si bien algunas de las crestas marginales tienen el carácter de cadenas montañosas bajas, no hay tierras altas realmente notables dentro de ellas, aparte de Ettersburg y Fahnerscher Höhe.
La cuenca de Turingia está dominada por la agricultura.  Junto con Magdeburg, Börde y la bahía de Leipzig, es una de las tierras cultivables más ricas de Alemania. Se estableció en los siglos VIII y IX, lo que hace que la mayoría de los pueblos y ciudades de la cuenca tengan más de 1000 años.  Como resultado del campo fértil, las grandes ciudades se establecieron muy temprano en la Cuenca y en su perímetro (Erfurt y la ciudad imperial libre de Mühlhausen).

## La geología y el Paisaje
El subsuelo geológico cercano a la superficie está formado por las rocas del Alto Muschelkalk . La lixiviación del yeso presente en el subsuelo ha provocado la formación de numerosos sumideros . Los lugares adyacentes son Hottelstedt , Ettersburg , Kleinobringen y Großobringen en el lado norte, así como Schöndorf , Weimar , Gaberndorf , Daasdorf a. Berge , Hopfgarten y Ottstedt am Berge  en el lado sur. Ettersberg es la línea divisoria de aguas entre Ilm en el sureste y Unstruten el noroeste. Las especies arbóreas predominantes son el haya y el roble, cuya palabra en alemán, Eichen, da nombre a muchos pueblos del lugar, como Eichenberg.  En las zonas de la vertiente sur,  se han creado extensos prados semiáridos conocidos como pastizales calcáreos  que se aprovechan para la cría de ovejas, los cuales están protegidos como reserva natural . Otra reserva natural es Prinzenschlag, completamente boscosa, en el este del Gran Ettersberg. Aquí es donde el Gran Ettersberg se diferencia no solo en su tamaño del Pequeño Ettersberg, sino también en que el Pequeño Ettersburg apenas tiene bosques y se utiliza principalmente para la agricultura y la viticultura .
La altura de la muesca del Ettersberg es de 202 m, la muesca asociada se encuentra al oeste de Tröbsdorf en el avance de la línea ferroviaria del Halle - Bebra a través de la línea divisoria de aguas entre Ilm y Unstrut . El dominio de Ettersberg se extiende 15,2 km hasta Kaitsch cerca de Blankenhain .

## Historia

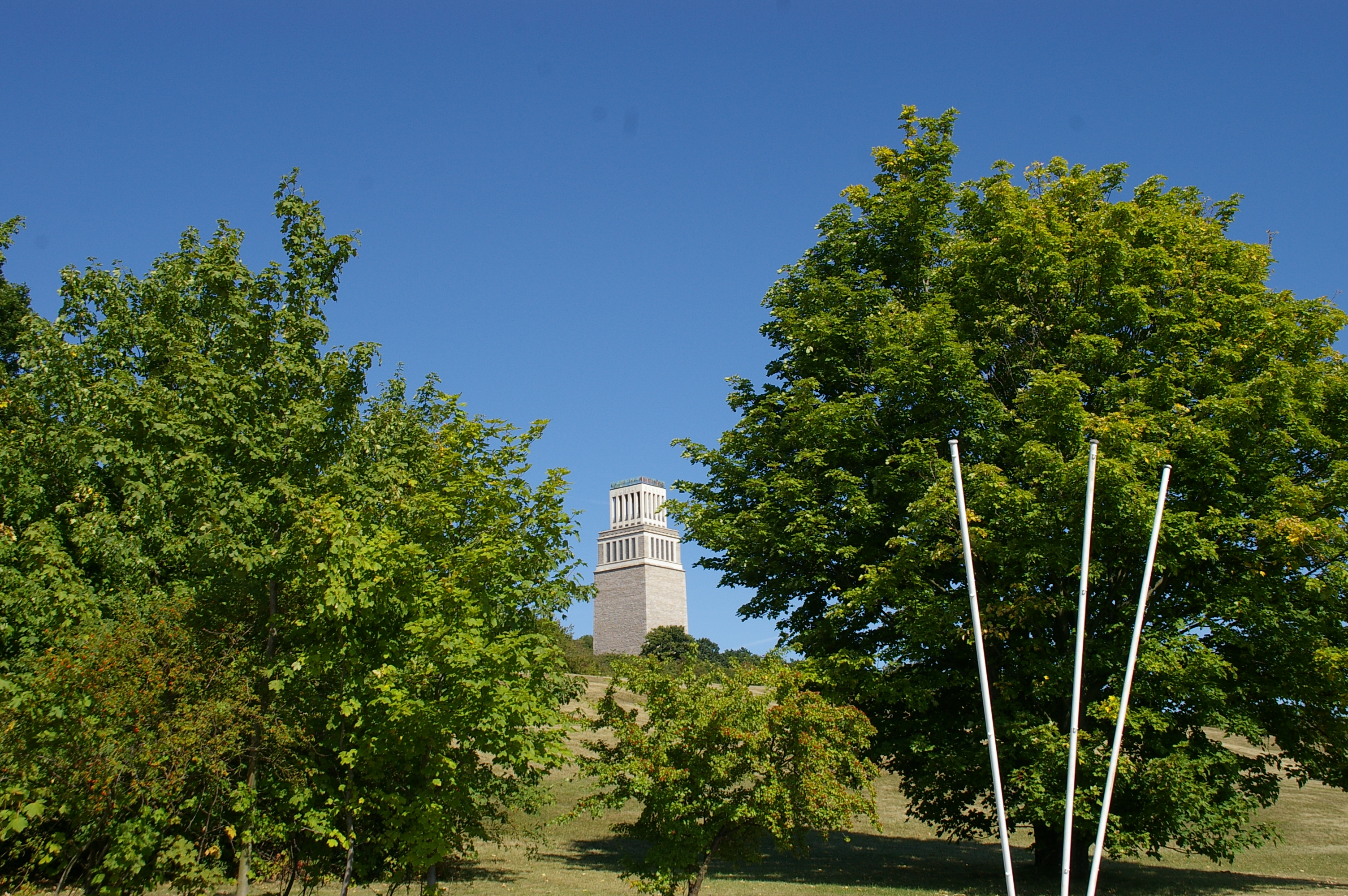
Campanario de la Memoria de Buchenwald en Ettersberg

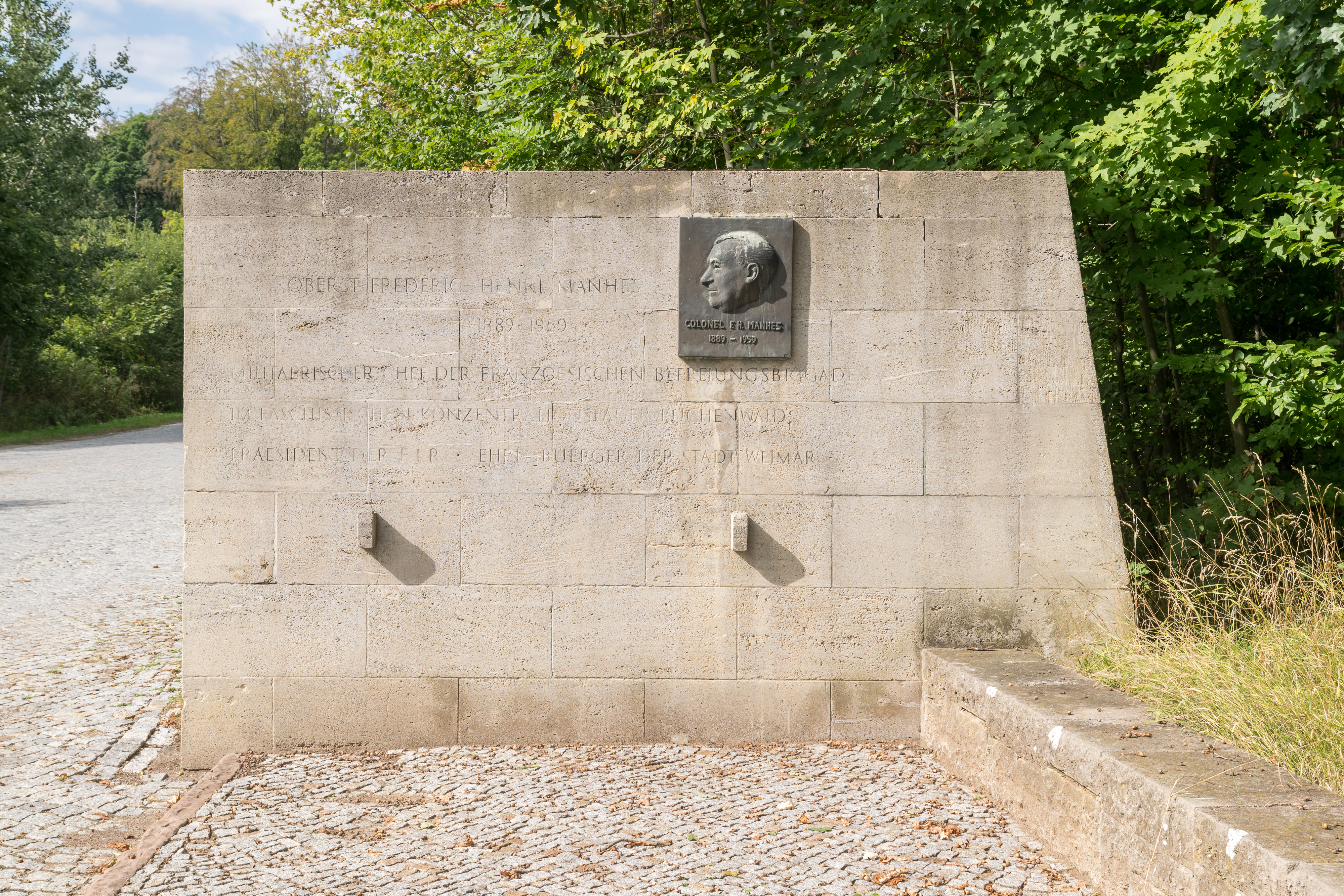
Monumento a [https://fr.m.wikipedia.org/wiki/Henri_Manh%C3%A8s Henri Manhès

La colina tiene una historia llena de acontecimientos, ya que estuvo relacionada, entre otras cosas, con Johann Wolfgang von Goethe  quien se quedó allí y la mencionó en sus obras, como Las Desventuras del Joven Werther.  En ella también se erigió el campo de concentración de Buchenwald, muy cerca del Castillo de Ettersburg, lo que se asociaba directamente con el Clasicismo alemán, el Sturm und Drang y más concretamente con el escritor Goethe, el cual, a su vez, representaba la realización del espíritu alemán y ya había sido instrumentalizado por el partido nazi.
En el extremo norte de la colina se encuentra el Palacio barroco y el parque. Al sur de la misma se conserva una antigua estrella de caza, en alemán, Jagdstern, donde confluyen varios caminos forestales en forma de estrella. Se utilizó para cacerías señoriales y más tarde con ocasión del Congreso de Erfurt en 1808, al que acudieron los emperadores de Rusia, el zar Alejandro I y de Francia, Napoleón. En 1901 se inauguró una torre Bismarck en Ettersberg . 
En 1949, por decisión de Partido Socialista Unificado de Alemania, presidido en ese momento por Walter Ulbricht, se optó por su demolición en secreto.
Durante el período nazi, el campo de concentración de Buchenwald se estableció en el noroeste de Ettersberg . Aquí, en los edificios anexos para las fábricas de armamento y en las canteras del oeste del campo (que aún se conservan en la actualidad), los internos del campo de concentración debían realizar trabajos forzados . El campamento también recibió su propia conexión ferroviaria (Línea ferroviaria Weimar - Buchenwald) desde la estación de tren de Weimar , que terminaba en su propia estación de tren.  Inicialmente, el campo iba a llamarse KL Ettersberg, pero no se cumplió ya que se opuso la Nationalsozialistische Kulturgesellschaft in Weimar ('Asociación Cultural Nacionalsocialista de Weimar')porque así era como se mencionaba en las obras de Goethe. El nombre de la vecina ciudad de Hottelstedt también se descartó, puesto que entonces los trabajadores del campo pertenecientes a las SS deberían conformarse con un sueldo menor por cuestiones administrativas. Al final, el campo fue bautizado con el nombre de Buchenwald a sugerencia de Heinrich Himmler, lo que permitió a los soldados mantener su nivel económico por pertenecer al municipio de Weimar.
El campanario de 50 metros de altura del monumento a Buchenwald, que se construyó en la década de 1950 al sur del campamento en Ettersberg, es visible desde lejos. La Fundación Ettersberg es responsable del mantenimiento y administración de esta área, que también incluye la conmemoración del campo especial N.º 2 operado por la NKVD soviética en el sitio del campo de concentración de 1945 a 1950. 
Ettersberg es una de las áreas de recreación local más importantes de la ciudad de Weimar y se accede por numerosas rutas de senderismo y ciclismo, algunas de las cuales se basan en la red de carreteras forestales existente. El memorial de Buchenwald es uno de los destinos turísticos más visitados de Turingia .
El 9 de mayo de 1961 se erigió un monumento en honor al coronel Henri Manhès , ex reclusofrancés del campo de concentración , guerrillero de la Resistencia y jefe de la brigada francesa de la Organización Militar Internacional (OMI) a la entrada de la “ Ruta de la Sangre ”. En él hay un retrato en relieve y una inscripción de honor en memoria del ciudadano de honor de la ciudad de Weimar.

## Transmisor de
En la Gran Ettersberg, se encuentra el Transmisor de Weimar 2.